# Honestino Guimarães
Honestino Monteiro Guimarães (Itaberaí, 28 de marzo de 1947 — c. 10 de octubre de 1973) fue un líder estudiantil brasileño. Estudiante de Geología, fue presidente de la Federación de Estudiantes de la Universidad de Brasilia (FEUB).   Por su activismo en el movimiento estudiantil durante la dictadura militar brasileña, fue detenido en cuatro ocasiones: tras su cuarto arresto, en 1973, se le perdió el rastro. Su certificado de defunción no fue entregado a su familia hasta 1996, veintitrés años después, y todavía estaba incompleto: el documento no indicaba la causa de la muerte.
Fue amnistiado oficialmente recién el 20 de septiembre de 2013, cuando también se completó su certificado de defunción, dejando claro que su muerte se produjo como consecuencia de actos de violencia sufridos mientras se encontraba bajo custodia del Estado brasileño.
Su caso fue objeto de investigación por parte de la Comisión Nacional de la Verdad, que investiga muertes y desapariciones forzadas ocurridas durante la dictadura militar brasileña.

## Biografía
Hijo de Benedito Monteiro Guimarães y Maria Rosa Leite Monteiro, nació en la pequeña localidad de Itaberaí, en Goiás, pero trece años después, en 1960, se mudó con su familia a Brasilia, entonces en construcción. Estudió en el Centro de Ensino Médio Elefante Branco y en el Centro Integrado de Ensino Médio de Brasilia.
Las principales banderas que levantó el movimiento estudiantil secundario en el Distrito Federal eran a favor de mejoras en las escuelas públicas, en contra del aumento de las tarifas del transporte público y por una mayor democracia en el país –que, hasta entonces, todavía se asumía como democrático. Guimarães inició su activismo en el movimiento escolar secundario en 1963, luego de una brutal represión por parte de la policía -que incluso hirió a un estudiante de un disparo- en una de las manifestaciones que pedían una rebaja en el precio del pasaje de autobús. 
Se incorporó a Ação Popular, organización clandestina proveniente de movimientos sociales católicos.

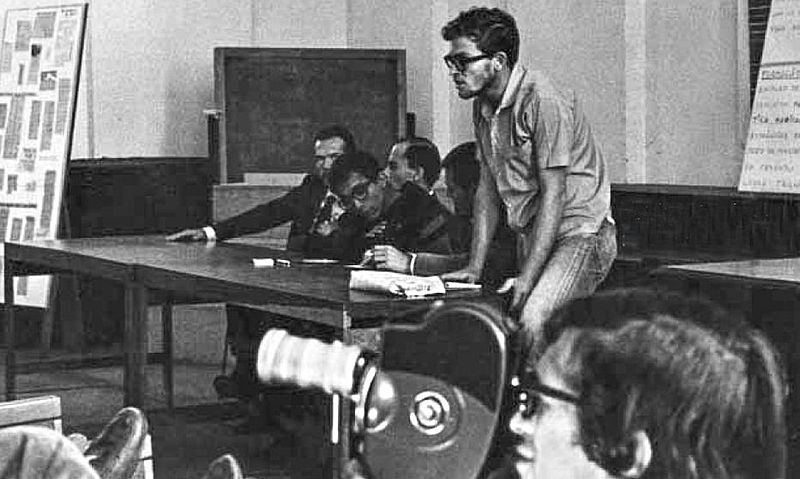
Honesto durante una clase universitaria.

Durante el golpe de 1964, Guimarães estudiaba tercer año en el Centro Integrado de Ensino Médio de Brasília y ya militaba como activista estudiantil, pero no tenía tanta visibilidad. Al año siguiente (1965) aprobó el examen de ingreso a la carrera de Geología de la Universidad de Brasilia, quedando en primer lugar.
Ya en la universidad, Guimarães fue elegido miembro del Directorio Académico de Geología. En 1967 se enfrentó a su primera detención, acusado de participar en pichações que acosaban al gobierno de Costa e Silva. Fue liberado, pero ese mismo año volvió a prisión, esta vez denunciado como participante de un presunto movimiento guerrillero en Itauçu.
Aunque estaba tras las rejas, fue elegido presidente de la Federación de Estudiantes Universitarios de Brasilia (FEUB). En agosto de 1968, su padre lo representó por poder para que pudiera casarse con Isaura Botelho, también activista estudiantil. Todavía en agosto de 1968, fuerzas del ejército y de la policía política invadieron la Universidad de Brasilia para cumplir órdenes de arresto contra Guimarães y otros siete líderes estudiantiles. Guimarães fue sacado de la sede de la FEUB y estuvo preso hasta noviembre. El 26 de septiembre de 1968, como castigo por liderar la expulsión de un falso profesor de la universidad, fue expulsado. Fue juzgado y condenado a 16 años de prisión.
En diciembre de 1968, con el Acto Institucional Número Cinco, obtuvo un hábeas corpus y abandonó Brasilia y, desde principios de 1969, comenzó a vivir clandestinamente en São Paulo, con su esposa Isaura. En 1970 nació la hija del matrimonio, Juliana. Cuando fue detenido el presidente de la UNE, Jean Marc von der Weid, Guimarães asumió la presidencia interina de la entidad estudiantil. Permaneció en esa condición hasta 1971 y, durante el congreso de la UNE celebrado ese mismo año, en la Baixada Fluminense, fue elegido presidente.
A finales de 1971, ya separado de Isaura, se trasladó a Río de Janeiro donde continuó viviendo escondido junto a su nueva pareja. Continuó coordinando actividades estudiantiles, desempeñando las tareas de su organización política y luchando contra el régimen militar. Sus pasos eran vigilados por organismos de seguridad: el 10 de octubre de 1973, después de cinco años de ocultamiento, fue detenido por efectivos de la inteligencia naval (CENIMAR), acusado de apoyar un nuevo movimiento de resistencia armada que había surgido recientemente en el sur de Pará. Desde entonces, se perdió su paradero y no volvió a ser visto.

## Desaparición

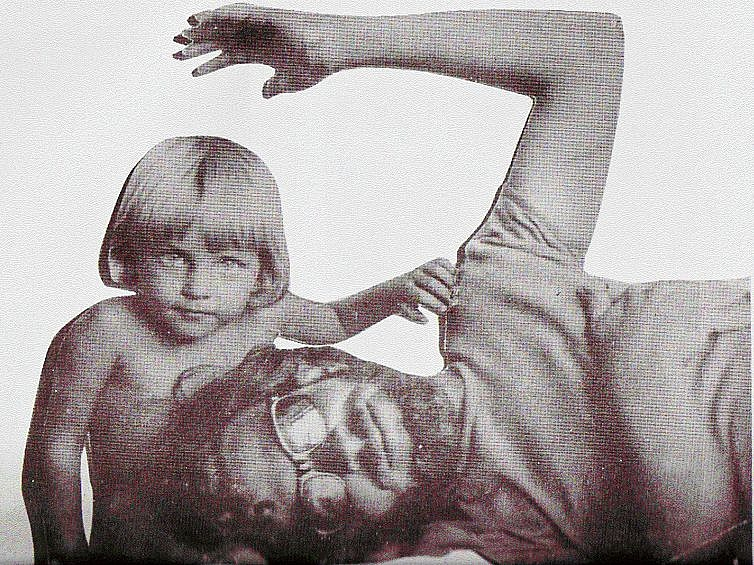
Honestino Guimarães con su hija Juliana.

Se supone que, tras su detención, Guimarães fue trasladado a la sede del Pelotón de Investigaciones Criminales, en el cuartel del Batallón de Policía del Ejército de Brasilia, donde a su madre, María Rosa, le habían permitido visitarlo en Navidad. Sin embargo, el día de la visita le informaron que él no se encontraba allí. María Rosa buscó desesperadamente la ayuda de abogados en Río de Janeiro, Sao Paulo y Brasilia. Buscó el apoyo de la Orden de Abogados del Brasil, la Conferencia Nacional de Obispos y los masones, pero su hijo, como otros políticos desaparecidos en Brasil, nunca fue encontrado. Aparecida Schoenacker, una estudiante arrestada en Sao Paulo en enero del año siguiente, dijo que un investigador le había informado que Guimarães estaba muerto.
La desaparición de Guimarães fue denunciada por presos políticos de Sao Paulo en un documento fechado en 1976. Antes de su última detención, había escrito una carta de denuncia, a la que denominó "Orden de Seguridad Popular", en la que decía a sus compañeros: "mi situación es la de una vida en clandestinidad forzada... He sufrido varios juicios, algunos de los cuales ya han sido juzgados. (Muestran) claramente el particular odio y tenaz persecución de que soy objeto... He sido amenazado de muerte en varias ocasiones" .
En 1992, el abogado Antônio Carlos de Almeida Castro se hizo cargo de las investigaciones sobre la desaparición de Guimarães , pero no obtuvo resultados concluyentes. Cuatro años después, en 1996, la familia recibió el primer certificado de defunción, sin referencia a la causa de la muerte. Recién en 2013, instaurada la Comisión Nacional de la Verdad, se dejó establecida que la muerte de Guimarães fue consecuencia de los actos de violencia que había sufrido a manos de militares. Su hermano Norton, también fallecido, quiso recordar que el término "desaparición" abarca cuatro delitos del Estado brasileño: secuestro, tortura, ejecución extrajudicial y ocultación de un cadáver.

## Homenajes póstumos

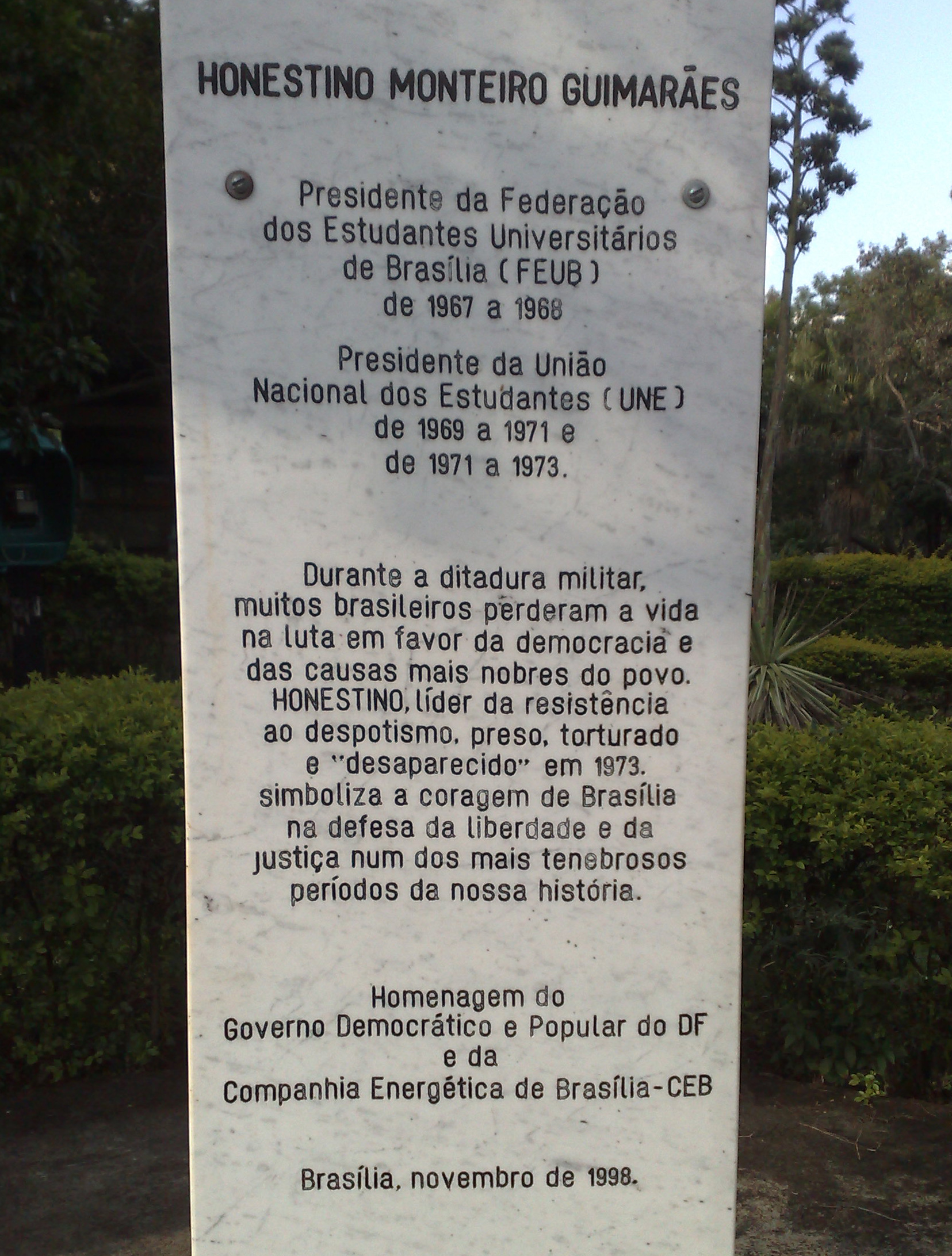
Placa en honor a Honestino Guimarães en la Universidad de Brasilia.

El 12 de marzo de 1996, Honestino Guimarães vio oficialmente reconocido su fallecimiento, siendo condecorado al Mérito Universitario al año siguiente por la Universidad de Brasilia. En 1997, el teatro arena del Campus Darcy Ribeiro de la Universidad pasó a denominarse Teatro Arena Honestino Guimarães. En su honor, la principal organización estudiantil de la Universidad de Brasilia se llama Directorio Central de Estudiantes Honestino Guimarães. También en su honor llevan su nombre el Museo Nacional de la República, la Asociación de Estudiantes del Centro de Educación Secundaria Elefante Branco, donde estudió, y el centro académico de la carrera de Geología de la Universidad Federal de Ceará.
Además, en 2013, poco después de que se declarara oficialmente una amnistía política, la Universidad de Brasilia celebró una ceremonia de desagravio en su honor, como forma de disculpa a todos los demás estudiantes desaparecidos y sus familias.
El 28 de agosto de 2015, uno de los puentes al sur del lago Paranoá, en Brasilia, cambió de nombre a Puente Honestino Guimarães, anteriormente llamado Puente Costa e Silva, expresidente y general del ejército. Sin embargo, el 6 de noviembre de 2018, el Tribunal de Justicia del Distrito Federal y Territorios determinó la devolución del nombre original. En 2021 un proyecto de ley aprobado por la Cámara Legislativa del Distrito Federal reponiendo el nombre Honestino Guimarães fue vetado por el gobernador Ibaneis Rocha, pero el año siguiente, el veto fue dejado sin efecto y el puente quedó con el nombre de Guimarães.